# Vjatjeslav Volodin
Vjatjeslav Viktorovitj Volodin (ryska: Вячеслав Викторович Володин), född 4 februari 1964 i Aleksejevka, Saratov oblast, Ryska SFSR (nuvarande Ryssland) är en rysk politiker. Sedan 2016 är han talman i statsduman.

## Biografi
Under 1990-talet innehade Volodin flera regionala uppdrag i Saratov oblast, bland annat som viceguvernör från 1996. Han blev 1999 invald i stadsduman för partiet Fosterlandet – Hela Ryssland, vars gruppledare i duman han var från 2001. Efter att detta parti 2002 uppgått i Enade Ryssland var Volodin dess vice gruppledare samt dumans vice talman från 2003.
Volodin utsågs i oktober 2010 till Rysslands vice premiärminister, och blev i december 2011 vice stabschef i presidentadministrationen. Efter det ryska parlamentsvalet 2016 nominerades Volodin av president Vladimir Putin till talman i statsduman, och tillträdde posten i oktober samma år. Volodin har beskrivits som ”gränslöst hängiven” till president Putin, och har ibland nämnts som en möjlig efterträdare till honom.
Efter den ryska annekteringen av Krimhalvön 2014 införde USA, EU och Storbritannien i mars 2014 sanktioner mot ett antal personer inom och med kopplingar till Rysslands regering, däribland Volodin.